# Diastosphya fuscicollis
Diastosphya fuscicollis là một loài bọ cánh cứng trong họ Cerambycidae.